# Eodrepanus fastiditus
Eodrepanus fastiditus är en skalbaggsart som beskrevs av Louis Albert Péringuey 1901. Eodrepanus fastiditus ingår i släktet Eodrepanus och familjen bladhorningar. Inga underarter finns listade i Catalogue of Life.